# Dilophus occipitalis
Dilophus occipitalis är en tvåvingeart som beskrevs av Daniel William Coquillett 1904. Dilophus occipitalis ingår i släktet Dilophus och familjen hårmyggor. Inga underarter finns listade i Catalogue of Life.